# نيل (فرقة)
نيل (هانغل: 넬) هي فرقة روك إندي كورية. تشكلت في عام 2001، الفرقة تتألف من Kim Jong-wan على الغناء، القيثارة وآلة المفاتيح، Lee Jae-kyong على الغيتار الصاخب، Lee Jung-hoon على غيتار البيس و Jung Jae-won على طقم الطبول. الفرقة سميت بعد الفيلم، نيل، بطولة جودي فوستر . الفرقة تعرف بصوتها المتشائم والمخدر والحزين، واكتسبوا شهرتهم مجازا مع  "Stay" من  Let It Rain، "Thank You" من Walk Through Me، "Good Night" من Healing Process و "기억을 걷는 시간" (Time Walking On Memory) من Separation Anxiety .

## وصلات خارجية
- نيل على موقع ميوزك برينز (الإنجليزية)
- نيل على موقع أول ميوزيك (الإنجليزية)
- نيل على موقع ديسكوغز (الإنجليزية)

- الموقع الإلكتروني الرسمي لفرقة نيل
- الموقع الإلكتروني الرسمي لفرقة على اليوتيوب
- الموقع الإلكتروني الرسمي لشركة ووليم إنترتينمنت